# Sylvisorex morio
Sylvisorex morio es una especie de musaraña de la familia Soricidae.

## Distribución geográfica
Es endémica de Camerún.

## Hábitat
Su hábitat natural son: montañas húmedas subtropicales o tropicales.